# Bessera
Bessera là một chi thực vật có hoa trong họ Asparagaceae.